# Culture of Ascent
Culture of Ascent is het dertiende muziekalbum van de Amerikaanse band Glass Hammer. De band werd in het verleden nogal eens beticht van een Yeskloon te zijn. Daarbij werd verwezen naar de muziek, maar ook op omstandigheden daarbuiten. Bij hun vorige studioalbum The inconsolable secret was het de door Roger Dean ontworpen hoes; bij dit album zingt de leider van Yes, Jon Anderson mee op een tweetal composities. De eerste track van de cd is trouwens gecomponeerd door Jon Anderson en Chris Squire ook van Yes.
De muziek van het album lijkt net zo veel op die van Yes, als dat die er van verschilt. Door de toevoeging van een aantal strijkers klinkt dit album veel meer richting Kansas; de metalinvloeden zitten in de hoek van Rush. Een gedeelte van de muziek is geïnspireerd op het boek Into Thin Air van Jon Krakauer, maar ook op een documentaire Everest: Beyond the Limit van Discovery Channel over de beklimming van de Mount Everest.

## Musici
- Steve Babb – basgitaar, toetsen (waaronder mellotron en minimoog), harp, zang
- Fred Schendel – toetsen (ook mellotron), zang
- David Wallmann – gitaar
- Carl Groves – zang
- Matt Mendians – slagwerk
- Susie Bogdanowicz – zang
- Aangevuld met het Adonia Strijktrio; Rebecca James (viool), Susan Whitacre (altviool) en Rachel Beckham (cello).
- Jon Anderson - zang op (1) en (3)

## Composities
| Nr. | Titel                                    | Duur  |
| --- | ---------------------------------------- | ----- |
| 1.  | South side of the sky (Anderson, Squire) | 9:24  |
| 2.  | Sun song (Babb)                          | 9:33  |
| 3.  | Life by light (Babb)                     | 7:29  |
| 4.  | Ember without name (Schendel, Groves)    | 16:33 |
| 5.  | Into thin air (Babb, Schendel)           | 19:14 |
| 6.  | Rest (Schendel, Groves)                  | 6:33  |